# Comitê para Relações Culturais com Países Estrangeiros
O Comitê para Relações Culturais com Países Estrangeiros (CRCPE) é uma organização norte-coreana encarregada de organizar diplomacia cultural com outros países.
O comitê foi fundado quando o Estado norte-coreano foi declarado. Foi modelado com base em seu equivalente soviético, a Sociedade Unida para Relações Culturais com Países Estrangeiros. Inicialmente, a organização procurou gerar boa vontade em relação à Coreia do Norte no exterior, mas depois da fome norte-coreana, ela se concentrou na aquisição de recursos. Ela busca moeda forte no turismo, diplomacia cultural e investimento estrangeiro direto.
O comitê apoia a Associação de Amizade com a Coreia e outras sociedades de amizade. A equipe do comitê leva uma vida relativamente cosmopolita, com acesso a viagens, pessoas e bens estrangeiros. Sua equipe inclui altos funcionários do Partido dos Trabalhadores da Coreia e do aparato de segurança do Estado. É provável que a equipe se sinta motivado a aumentar o intercâmbio com países estrangeiros, pois eles se beneficiarão diretamente com isso. O comitê é considerado uma organização poderosa. As relações entre o comitê e o Ministério das Relações Exteriores da Coreia do Norte estão de certo modo tensas.
A atual presidente é Kim Jong-suk e o vice-presidente é So Ho-won. O comitê tem sede em Pyongyang.